# Tingyi Holding
Tingyi (Cayman Islands) Holding Corporation (также известна как Master Kong, «Кан Шифу») — китайская публичная пищевая компания, один из крупнейших в стране производителей лапши быстрого приготовления и безалкогольных напитков. Основана в 1991 году, официально зарегистрирована на Каймановых островах, китайская штаб-квартира расположена в Шанхае, международная — в Гонконге. Входит в состав тайваньского конгломерата Ting Hsin International Group.

## История
Компания была основана в Тяньцзине в 1991 году тайваньскими бизнесменами братьями Вэй. В 1992 году Tingyi начала производство лапши быстрого приготовления, в 1996 году вышла на Гонконгскую фондовую биржу и начала производство напитков. В 2011 году Tingyi и PepsiCo создали стратегический альянс для продвижения напитков в Китае, а в 2012 году Tingyi Holding приобрёл китайское подразделение по производству газированных напитков компании PepsiCo. В 2015 году компания начала производить кофейные и энергетические напитки для китайской сети Starbucks.

## Деятельность

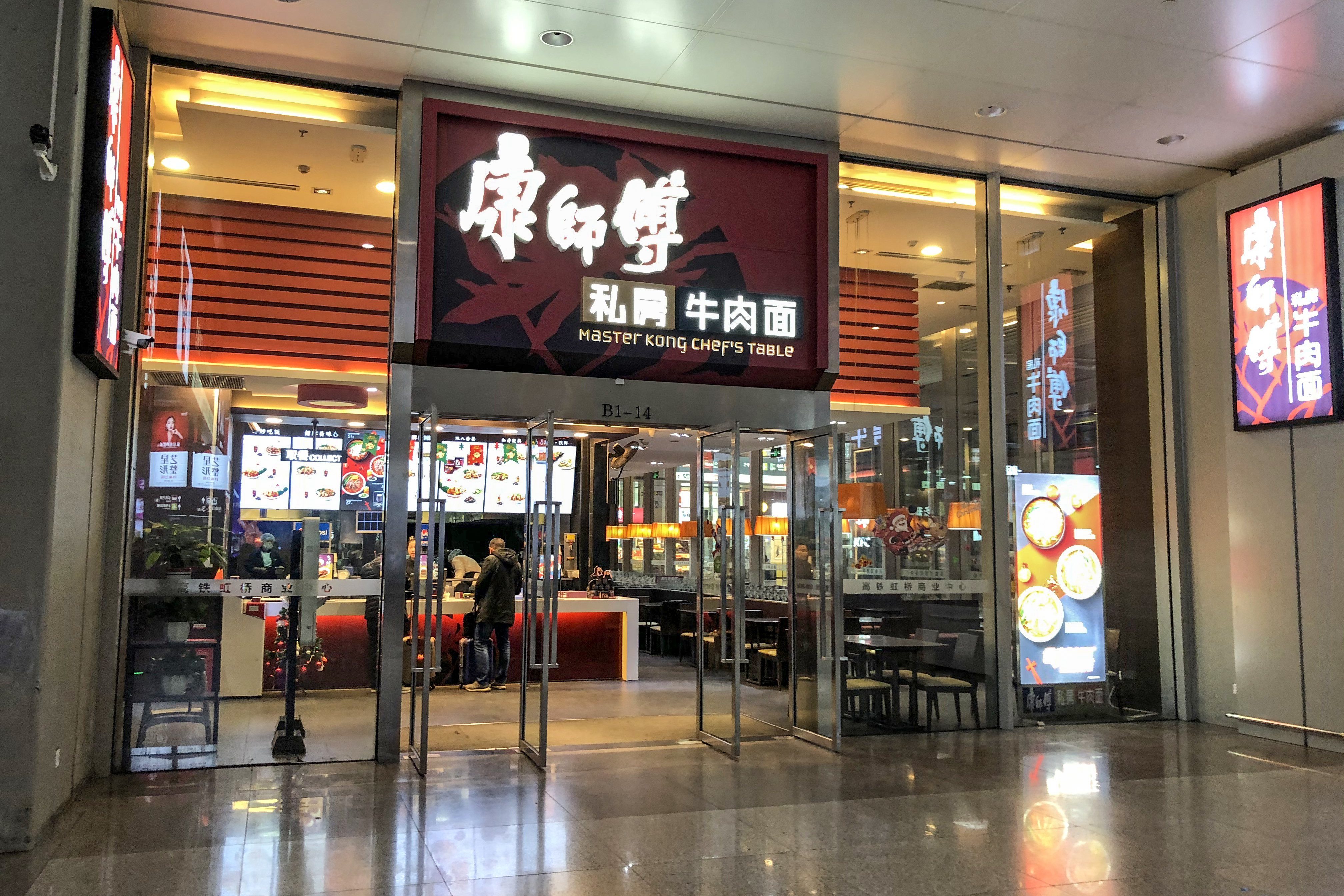
Ресторан Master Kong Chef's Table в Шанхае

Лапша быстрого приготовления и готовые чаи Tingyi Holding занимают почти половину китайского рынка, соки — более 20 % китайского рынка, газированные напитки занимают второе место в Китае, после продукции The Coca-Cola Company.
Tingyi Holding имеет офисы продаж и склады во всех крупных городах материкового Китая, поставляя свою продукцию в десятки тысяч супермаркетов и гастрономов. Кроме того, Tingyi Holding продаёт в Китае продукцию японской группы Asahi (пиво и безалкогольные напитки). Торговые марки Tingyi Holding (прежде всего Master Kong) являются одними из самых дорогих брендов Китая.
Дочерняя компания Tingyi-Asahi Beverages Holding (совместное предприятие Tingyi Holding и Asahi Group Holdings) производит различные безалкогольные напитки и готовые продукты питания, в том числе кетчуп Kagome и закуски Calbee.
По итогам 2021 года 60,5 % продаж Tingyi Holding пришлись на напитки, а 38,4 % — на лапшу. Все 100 % своих продаж компания осуществляет на внутреннем рынке Китая. Кроме того, материнская Ting Hsin International Group владеет в материковом Китае популярной сетью ресторанов быстрого питания Master Kong Chef's Table («Стол шеф-повара Мастера Куна»), которые специализируются на приготовлении супа с лапшой и говядиной. Первый ресторан сети открылся в Пекине в 2006 году. 

### Продукция
Основной продукцией компании являются:
- Лапша быстрого приготовления под брендами Master Kong и Express Chef.
- Холодный чай и чай с молоком под брендом Master Kong.
- Кофейные напитки под брендами Starbucks и Bernachon.
- Газированные напитки под брендами Pepsi Cola, Mirinda и 7 Up.
- Спортивные напитки под брендом Gatorade.
- Соки и сокосодержащие напитки под брендами Tropicana, Fresh Daily C и Rock Candy Pear.
- Бутилированная вода под брендом Master Kong.
- Молочные напитки и йогурты.
- Полуфабрикаты.

### Дочерние компании
- Nanjing Tingyi Food (Нанкин)
- Wuhan Tingyi Food (Ухань)
- Yangzhou Tingjin Food (Янчжоу)
- Fujian Tingjin Food (Фуцзянь)
- Chongqing Tingjin Food (Чунцин)
- Xi'an Tingjin Food (Сиань)
- Qingdao Tingjin Food (Циндао)
- Tianjin Tingyuan Food (Тяньцзинь)
- Master Kong Shenyang Convenient Food (Шэньян)
- Shanghai Tingtong Logistics (Шанхай)
- Tianjin Tingyu Consulting (Тяньцзинь)
- Tingyi-Asahi Beverages Holding
- Master Kong Beverage
- Master Kong Instant Foods
- Tingtong Limited
- Tingyi International Company
- Chuan Kang Company
- Kang Chun Company
- Fumanduo Investment
- China Dingya Holding
- Tingquan (Cayman) Holding
- Tingtong (Cayman) Holdings

## Акционеры
Крупнейшими акционерами Tingyi (Cayman Islands) Holding Corporation являются японская пищевая компания Sanyo Foods (33,4 %) и семья Вэй (33,4 %), среди других — The Vanguard Group (0,9 %), BlackRock (0,8 %) и Hermes Investment Management (0,7 %). 